# Ethos
Êthos (grško: ἦθος) je starogrška beseda za značaj, duševno stanje, razpoloženje, duševno dispozicijo; lahko pomeni tudi način življenja.
V slovenščini ga pišemo kot ēthos (ē je standarnda latinična transkripcija grške črke ēta: η ali Η), êthos, najdemo tudi ethos ali kar etos. 
```
Razlikujmo
: V grščini obstaja še ena zelo podobna beseda: éthos - 
ἔθος

(tukaj je é transkripcija grške črke 
epsilon
: ε ali Ε); ta beseda pomeni
običaj, navado.
```

Primeri ēthosa so: veselost, pogum, lenoba. Ēthosi ali ἦθη se pogosto obravnavajo z moralnega stališča. Aristotel pravi, da umetnosti (μιμητικαὶ τέχναι, mimētikaì téhnai), kot so ples, glasba, gledališče, vizualne umetnosti oponašajo vse ēthose (ἦθη). (Glej Poetika ter Politika, VIII. knjiga.)

## Retorika
V retoriki, ēthos ustreza podobi, ki jo o sebi samem skozi govor podaja govorec. Temu gre bistveno za to, da uveljavi svojo kredibilnost z uprizoritvijo pozitivnih moralnih značilnosti, kot sta denimo naklonjenost in velikodušnost. V razširjenem smislu je tako ēthosa deležno vsako dejanje (naj bo govorno ali ne), ki omogoča, da pridejo do izraza značilnosti  temperamenta, zlasti pa značajske poteze.
Do boljše predstave o tem, kaj pomeni ēthos, lahko pridemo, če ga postavimo v razmerje do logosa (v polju retorike). Gre za dva medsebojno dopolnjujoča se vidika govora, kjer ēthos označuje osebni stil, ki ga mora izžarevati govornik, da bi zajel pozornost poslušalstva, se prikazal kot verodostojnega in simpatičnega, da bi s svojimi poslušalci vzpostavil stik ter si navsezadnje pridobil njihovo zaupanje. Pri tem se govornik s svojim ēthosom naslavlja na poslušalčevo domišljijo. Aristotel kot elemente, ki olajšujejo vzpostavljanje zaupanja v govornika, izpostavi razsodnost,  odliko  ter naklonjenost. (K temu vidiku ēthosa sodita še iskrenost in neposrednost.) Na drugi strani pa imamo logos, ki predstavlja logiko, rezoniranje, sklepanje in način grajenja argumentov. Logos je pomenski, vsebinski pol tega razmerja, z njim naslavljamo poslušalčevo racionalnost. Tu je še tretja razsežnost, pathos. Ta označuje tisti vidik govora, kjer se govornik naslavlja na čustveno plat, senzibilnost publike: skuša doseči, da bi podoživela različna čustva: jezo, ljubezen, sočutje, tekmovalnost ipd. Pripomnimo, da ob tem govorniku ni treba, da bi se tudi sam prepuščal tem čustvom ali jih izražal; lahko ostane miren, ni mu treba zapustiti svoje vloge vedeža. Ēthos in pathos uporablja za zapeljevanje poslušalstva: oni naj občutijo, naj si ustvarijo določeno podobo o značaju govornika.